# 皇甫陶
皇甫陶（？—？），安定郡乌氏县（今宁夏回族自治区固原市泾源县）人，西晋官员。

## 生平
泰始元年（266年）十二月，西晋初次设置谏官，以散骑常侍傅玄、皇甫陶担任。泰始二年春正月丙戌（266年2月28日），晋武帝司马炎派遣侯史光、皇甫陶、荀暠等人持节巡视四方，考察各地风俗，取消各地驱邪除恶的祭祀中不见于祀典的祝词。起初，晋武帝虽然沿用汉朝和曹魏的礼制，在丧事中安葬死者便脱下丧服，但依然着深衣戴素冠，撤除宴席，如在丧期一样表示哀敬。泰始二年八月戊辰（266年10月8日），有关部门奏请改变这样的服饰并可以进膳食，晋武帝不答应，到丧礼完毕才恢复正常。到了晋武帝为母亲王元姬服丧，也是如此。九月乙未（266年11月4日），散骑常侍皇甫陶、傅玄领谏官，上书晋武帝陈述谏言，有关部门奏请废掉二人的官职。晋武帝诏令说:“凡是关涉言及君主的事，是大臣们最感为难的，又苦于君主不能听取采纳谏言，这是自古以来忠诚正直的大臣士子所感慨的事。每当陈述某事给君主，大多是深刻思考之后的结果，却要说恩准宽免应当由皇帝决定，这是什么话？希望大臣们详细评议。”九月戊戌（266年11月7日），有关部门上奏说：“大晋接续三皇的踪迹，继承舜禹的遗业，顺应天意时势，接受曹魏的禅让，应该全部使用前代历法和服饰，如同虞遵守唐的旧制一样。”晋武帝批准了奏议。
傅玄向晋武帝推荐了皇甫陶，等到皇甫陶到了朝廷中央，两人互相不和，傅玄因为事情与皇甫陶发生争论，出言喧哗，被有关部门上奏，两人竟因此被定罪免官。泰始八年（272年）春正月，晋武帝和右将军皇甫陶议论事情，皇甫陶和晋武帝发生了争执，散骑常侍郑徽上表请求处罚皇甫陶。晋武帝说：“敢于发表正直的言论，是我对左右大臣的期望。君主应经常把臣下阿谀取媚当做忧患，怎能把诤谏议之臣视为危害？郑徽越职擅自进表，不合我的心意。”晋武帝于是将郑徽免职。之后皇甫陶官至大司农。

## 子孙
- 皇甫覆，前秦侍中、荆州刺史[1]